# No More Lies - Dance of Death Souvenir EP
No More Lies - Dance of Death Souvenir EP je studiové EP britské heavy metalové skupiny Iron Maiden.
Vydáno bylo ve speciální boxu, jako poděkování fanouškům; v balení je navíc i potítko. Na albu se nachází b-strana studiové verze skladby „No More Lies“ (původně vydána na albu Dance of Death z roku 2003 ), také dvě alternativní verze skladeb z alba Dance of Death: orchestrální verze skladby "Paschendale" a elektrická verze skladby "Journeyman" (původní verze skladby oproti té akustické z alba). EP se také skládá ze skryté bonusové skladby "Age of Innocence", kterou se pokouší zpívat bubeník Nicko McBrain.

## Seznam písní
1. "No More Lies" (standardní verze Steve Harris) – 7:21
2. "Paschendale" (orchestrální verze) – 8:27
3. "Journeyman" (elektrická verze) – 7:06
4. "Age of Innocence… How Old?" (skrytá bonusová skladba)

## Členové
- Bruce Dickinson – zpěv
- Dave Murray – kytara
- Janick Gers – kytara
- Adrian Smith – kytara, doprovodný zpěv
- Steve Harris – baskytara, doprovodný zpěv
- Nicko McBrain – bicí, zpěv ve skladbě „Age of Innocence… How Old?“